# مجله موسیقی

تصویر جلد یکی از شماره‌های «مجله موسیقی»، دوره سوم، شماره ششم، بهمن ۱۳۳۵

مجلّه موسیقی (به فرانسوی: La Revue musicale)، نخستین مجلّهٔ تخصّصی موسیقی به زبان پارسی و همچنین نخستین مجله موسیقی در ایران است که از اوایل سال ۱۳۱۸ خورشیدی (۱۹۳۹ میلادی) در تهران منتشر شد.

## دوره نخست (۱۳۲۰–۱۳۱۸)
چهره‌هایی مانند غلامحسین مین باشیان، نیما یوشیج و عبدالحسین نوشین از جمله همکاران دوره نخست «مجله موسیقی» بودند. در این دوره مجله دربرگیرنده مقاله‌هایی در زمینه‌های بیشتر مربوط به موسیقی کلاسیک غرب، نقد کنسرت‌هایی در تهران و چاپ نت سرودهای آن دوره بود. انتشار دوره نخست مجله موسیقی با رویدادهای شهریور ۱۳۲۰ در ایران موقتاً متوقف شد. اداره موسیقی، ناشر دوره نخست مجله بود.

## دوره دوّم (۱۳۳۰–۱۳۲۹)
چاپ دوره دوم «مجله موسیقی» پس از نه سال، در ۱۳۲۹ به سردبیری روبیک گریگوریان برای چند ماه ادامه پیدا کرد.

## دوره سوم و پایانی (حدود ۱۳۵۲–۱۳۳۵)
دوره سوم «مجله موسیقی» طولانی‌ترین دوره چاپ مجله موسیقی بود. موسیقیدانان گوناگونی مانند محمود خوشنام و زاون هاکوپیان سردبیری مجله را عهده‌دار بودند. ناشر مجله، وزارت فرهنگ و هنر ایران بود. دوره مقالات «نمایش در ایران» بهرام بیضایی (فصل‌های کتاب نمایش در ایران (کتاب)) در این دوره از شماره ۶۲ تا ۷۷ در سال‌های ۱۳۴۱ و ۱۳۴۲ چاپ شد.